# Syngonium oduberi
Syngonium oduberi là một loài thực vật có hoa trong họ Ráy (Araceae). Loài này được T.Ray miêu tả khoa học đầu tiên năm 1980.